# 金子柱憲・高田純次ゴルフの王道
『金子柱憲・高田純次 ゴルフの王道』（かねこよしのり・たかだじゅんじ ゴルフのおうどう）とは、テレビ東京系列で1998年4月4日から2006年9月30日まで放送されていたゴルフ番組。

## ネット局
放送時間は2006年4月以降
| 放送対象地域  | 放送局                | 系列           | 放送日時           | 遅れ日数   |
| ------------- | --------------------- | -------------- | ------------------ | ---------- |
| 関東広域圏    | テレビ東京 （制作局） | テレビ東京系列 | 土曜 10:30 - 11:00 | 同時ネット |
| 北海道        | テレビ北海道          | テレビ東京系列 | 土曜 10:30 - 11:00 | 同時ネット |
| 愛知県        | テレビ愛知            | テレビ東京系列 | 土曜 10:30 - 11:00 | 同時ネット |
| 大阪府        | テレビ大阪            | テレビ東京系列 | 土曜 10:30 - 11:00 | 同時ネット |
| 岡山県 香川県 | テレビせとうち        | テレビ東京系列 | 土曜 10:30 - 11:00 | 同時ネット |
| 福岡県        | TVQ九州放送           | テレビ東京系列 | 土曜 10:30 - 11:00 | 同時ネット |
| 新潟県        | テレビ新潟            | 日本テレビ系列 | 日曜 7:30 - 8:00   | 不明       |
| 岐阜県        | 岐阜放送              | 独立UHF局      | 土曜 11:30 - 12:00 | 30分遅れ   |
| 京都府        | KBS京都               | 独立UHF局      | 火曜 21:25 - 21:55 | 24日遅れ   |
| 三重県        | 三重テレビ            | 独立UHF局      | 水曜 23:30 - 24:00 | 53日遅れ   |
| 滋賀県        | びわ湖放送            | 独立UHF局      | 土曜 12:00 - 12:30 | 217日遅れ  |
| 奈良県        | 奈良テレビ            | 独立UHF局      | 土曜 22:30 - 23:00 | 623日遅れ  |

- ただしテレビ新潟は毎月第3日曜の上記放送時間帯に「テレビグラフにいがた」を放送するため休止。

### 以前に放送された局
- チューリップテレビ
- テレビ和歌山
- テレビ大分

## 番組紹介
月替わりでゲストを迎え、出演者と対決する。
- 1週目：金子プロ&岡田 vs 高田&ゲスト
- 2週目：金子プロ&ゲスト vs 高田&岡田
- 3週目：金子プロ vs 高田&ゲスト
- 4週目：高田 vs ゲスト

## 出演者

### 司会
- 金子柱憲（プロゴルファー）
- 高田純次

### アシスタント
- 練木有美子（初代）
- 岡田理江（2代目）

## ゲスト
五十音順に記載。括弧内の数字は出演回数。
- 秋山幸二
- 浅茅陽子
- 東ちづる
- 有賀さつき
- 生島ヒロシ
- 池山隆寛
- 石黒賢
- 石田純一
- 石原良純
- 五木ひろし
- 井原正巳
- 岩隈久志
- 岩本恭生
- 大久保博元
- 大竹まこと
- 大月みやこ
- 加藤茶
- ガッツ石松
- 金村義明
- 上岡龍太郎
- 川村ひかる
- 菊池麻衣子
- 城戸真亜子（2）
- 木村和司
- 栗田貫一
- 黒沢年雄
- 小西博之
- 小宮山悟
- 西城秀樹（2）
- 斎藤陽子
- 定岡正二
- 佐藤浩市
- 里見浩太朗
- 島崎俊郎
- 清水アキラ
- 清水圭
- 笑福亭笑瓶
- 高橋英樹
- 宝田明
- 多岐川裕美
- 武田鉄矢
- 立河宜子
- ダチョウ倶楽部
- 田中健
- 陳建一
- TIM
- Dr.コパ
- 長嶋一茂
- 中嶋悟
- 中畑清
- 中村雅俊
- 中村福助
- 西岡徳馬
- 錦野旦
- 西田敏行
- 野口五郎（2）
- 野々村真
- 間寛平
- 花田勝
- 原久美子
- 板東英二
- 広澤克実
- 広瀬哲朗
- ヒロミ（2）
- 福田正博
- 藤森夕子
- 布施博
- 古田敦也
- 辺見マリ
- 星野一義
- 舞の海秀平
- 槙原寛己
- 松岡修造
- 松崎しげる
- 萬田久子（3）
- 美木良介（2）
- 三瀬真美子
- 道場六三郎
- 三井ゆり
- 宮本和知
- 村上ショージ
- モト冬樹
- 森末慎二
- モンキッキー
- 山本譲二
- 吉村明宏
- ラサール石井
- 脇阪寿一
- 渡辺徹
- 渡辺裕之（2）
- 渡辺正行（2）